# Parafia Kościoła Katolickiego Mariawitów w Goździe
Parafia Przenajświętszego Sakramentu w Goździe – mariawicka parafia kustodii warszawskiej, Kościoła Katolickiego Mariawitów w RP. Parafia jest jednym z najprężniej działających ośrodków mariawityzmu felicjanowskiego.
Siedzibą parafii jest kaplica domowa w miejscowości Gózd, w gminie Kłoczew, powiecie ryckim, województwie lubelskim. Kaplica (Gózd 107) znajduje się w bezpośrednim sąsiedztwie niewielkiego kościółka pod wezwaniem Świętych Apostołów Piotra i Pawła, będącego siedzibą parafii Kościoła Starokatolickiego Mariawitów. Mszę świętą w parafii odprawiają kapłani ludowi, którzy opiekują się dobrze utrzymaną kaplicą i ogrodem parafialnym.
Parafia współużytkuje (z parafią starokatolicką mariawitów) cmentarz znajdujący się  we wschodniej części wsi.

## Historia
Na początku XX wieku wikarym parafii w Okrzei został ks. Jan Modrzejewski. Wiosną 1906 doszło do rozłamu w parafii na zwolenników mariawitów i ich przeciwników. Większa część parafii poparła mariawitów, którzy zajęli okrzejski kościół. 31 marca 1906 parafię nawiedzał ks. Jan Maria Michał Kowalski (późniejszy arcybiskup, zwierzchnik Kościoła Mariawitów), co spowodowało niepokoje w Okrzei i nasiliły spór między rzymskimi katolikami a mariawitami. Wkrótce odebrano mariawitom prawo użytkowania kościoła Świętych Apostołów Piotra i Pawła w Okrzei, około 6 tysięcy wiernych przeniosło swoje życie duchowe do drewnianej kaplicy mariawickiej w Goździe, którą poświęcono 6 stycznia 1907.
Pierwszym proboszczem parafii w Goździe okazał się być właśnie Jan Maria Ignacy Modrzejewski.  W 1923 r. duchowny ten odstąpił od mariawityzmu i nawrócił się na rzymski katolicyzm, a wraz z nim ponad tysiąc wyznawców.
W 1929 r. parafia liczyła 818 wiernych. Mariawici mieszkali głównie w Goździe (324 osoby), Grabowie Szlacheckim (230), Rzyczynie (78), Sokoli (56), Wojciechówce (16) i Bramce (15 osób).
Placówka wyodrębniła się w 1935, wskutek rozłamu w mariawityzmie. Ostatnią miejscową proboszcz parafii była siostra biskupka Maria Dezyderia Spodarówna (1902–1993). W późniejszym okresie opiekę duszpasterską nad parafią sprawował, dojeżdżający ze Stoczka kapłan Józef Maria Polikarp Zaborek (1924–2010). Obecnie wszystkim nabożeństwom przewodzą kapłani ludowi. Parafia utrzymuje kontakt z diasporą zamieszkującą Garwolin, Cegłów i Zgórznicę. Uroczystości Bożego Ciała organizowane są wspólnie z miejscową parafią Kościoła Starokatolickiego Mariawitów.

## Nabożeństwa
- Msze św. codzienne – godz. 12:00;
- Adoracja miesięczna – 27. dnia każdego miesiąca[7].